# Відносне вимірювання
Відносне вимірювання (англ. relative measurement, нім. Relative Messung, рос. относительное измерение) — вимірювання відношення величини до іншої однорідної величини. Відносними називаються вимірювання, значення яких подані як відношення вимірюваної величини до однойменної, умовно прийнятої за одиницю, або ж у відсотках (наприклад, швидкість руху виражена числом Маха, вологість повітря у процентах від повного насичення).
Законодавчо, відносне вимірювання визначається як вимірювання відношення фізичної величини до однойменної величини, прийнятої за одиницю, або зміна величини у відношенні до однойменної величини, прийнятої за вихідну.

## Приклади
Наприклад, відносне вимірювання потужності волоконно-оптичних ідентифікаторів може бути використаним для визначення втрат високої точки в довжині волокон. Якщо відзначити різке скорочення або збільшення відносної сили між двома точками, точка втрати, ймовірно, існує між ціми двома точками. Потім користувач може звузити точку втрати шляхом подальших вимірювань між двома точками.

## Прилади для відносних вимірювань
Прилади для відносних вимірювань використовуються для визначення малих лінійних розмірів, які не виходять за межі показань шкали вимірювальної головки. Ці прилади побудовано на перетворенні малих переміщень вимірювального стержня у великі переміщення показчика. Щоб визначити дійсний розмір деталі до відомого розміру міри додають або віднімають від нього — залежно від напряму зміщення стрілки від нульового штриха — відхилення.